# Blepharostoma
Blepharostoma là một chi rêu trong họ Blepharostomataceae.